# 人不知而不愠
「人不知而不愠」是《论语》首章中的一句话。
第一章 子曰: 「学而时习之，不亦说乎？有朋自远方来，不亦乐乎？人不知而不愠，不亦君子乎？」
学者对「人不知而不愠」的释义多有不同，收集于此。

## 杨伯峻
人家不了解我，我却不怨恨。
这一句，「知」下没有宾语，人家不知道什么呢？当时因为有说话的实际环境，不需要说出便可以了解，所以未给说出。这却给后人留下一个谜。

## 钱穆
别人不知道我，我心不存些微怫郁不欢之意
随着时间的推移，孔子更加博学，孔子之道也更加深远，已到了他人无法了解的境界。即便聪明的颜回，也不能完全了解孔子之道的高大，然而孔子不生气。愠，怫郁义，怨义。学习是为了自己为了大道，别人不知道，也没有生气的道理。心能乐道，就开始达到这种境界。有人说：「人不知，不我用也。」 前一种解读深奥，后一种解读浅白。然不知故不用，两解义自相贯。

## 李零
师门以外，别人不了解，千万别生气。
因为你学习的目标，是成为君子，学习是为自己学，别人不知道，照样是君子，你有君子的快乐，内心的快乐，不也很好吗？

## 刘家齐、杨朝明
自己的学说，社会不采用，人们也不理解我，我也不怨恨。
指出这里的「学」不是指学习，而是指学说或主张；「时」不能解为时常，而是时代或社会的意思，「习」不是温习，而是使用，引申为采用。而且，这三句话不是孤立的，而是前后相互连贯的。这三句的意思是：自己的学说，要是被社会采用了，那就太高兴了；退一步说，要是没有被社会所采用，可是很多朋友赞同我的学说，纷纷到我这里来讨论问题，我也感到快乐；再退一步说，即使社会不采用，人们也不理解我，我也不怨恨，这样做，不也就是君子吗？
杨朝明認為孔子的意思是：「如果我的学说被社会普遍接受，在社会实践中加以应用它，那不是很令人感到喜悦吗？即使不是这样，有赞同我的学说的人从远方而来，不也是很快乐吗？再退一步说，不但社会没采用，而且也没有人理解，自己也不怨愤恼怒，不也是有修养的君子吗？」

## 李官
1. 别人不知道自己，自己却不为此而生气；
2. 别人不采纳自己的政治主张和治国思想,自己却不生气；
3. 别人不懂（学不会），自己却不为此而生气；
4. 自己不懂（无知），自己却不为之生气。

## 李军
历代学者对「知」的解释，可概括为三种：「知道（了解）」说、「举用（举、用、任用）」说、「了解而任用（知之而仕之）」说。从《论语》14处内证「知」表「赏识」义，孔子的君子品性、处世之道、知人观以及仁政思想等角度来看，「人不知而不愠」之「知」应释作「赏识」。